# Hit 'em Hard
Hit 'em Hard è un cortometraggio muto del 1924 scritto e diretto da Robert Kerr.

## Produzione
Il film fu prodotto dalla Century Film.

## Distribuzione
Distribuito dall'Universal Pictures, il film - un cortometraggio in due bobine - uscì nelle sale cinematografiche USA il 2 aprile 1924.